# Kossuth County
Kossuth County är ett administrativt område i delstaten Iowa, USA, med 15 543 invånare. Den administrativa huvudorten (county seat) är Algona.

## Geografi
Enligt United States Census Bureau har countyt en total area på 2 523 km². 2 520 km² av den arean är land och 3 km² är vatten.

### Angränsande countyn
- Martin County, Minnesota & Faribault County, Minnesota - nord
- Winnebago County - nordost
- Hancock County - sydost
- Humboldt County - syd
- Palo Alto County - sydväst
- Emmet County - nordväst